# Кияк Григорій Степанович
Кияк Григорій Степанович (3 січня 1910, м. Винники (нині — місто районного значення, підпорядковане Личаківському району м. Львова — 30 грудня 1987, м. Львів) — видатний український вчений, педагог, доктор сільськогосподарських наук, професор, член-кореспондент Академії наук УРСР, Заслужений діяч науки УРСР (6.11.1964), завідувач кафедри рослинництва і луківництва Львівського сільськогосподарського інституту (1947–1987); громадський діяч, обирався депутатом Верховної Ради колишнього СРСР III і IV скликань та депутатом Львівської обласної ради народних депутатів.

## Дитинство та шкільні роки
Дитинство та шкільні роки Григорія проходили в заможній селянській сім'ї Степана і Марії Кияків. У сім'ї було восьмеро дітей. Батьки всім дали спеціальну освіту. Змалку Григорій допомагав батькам поратися у господарстві. Ще з прадідів у Кияків була пасіка і він також полюбив бджіл, сам доглядав невелику пасіку до кінця життя. Він був вихований твердим селянським хлібом. З малоліття засвоїв дві заповіді: перша — власне почуття обов'язку, а друга — потреба у безперервній праці.

## Навчання
У 1930 році закінчив державну українську гімназію у Львові, а 1934 року — рільничо-лісовий факультет Львівської політехніки в Дублянах, отримавши спеціальність інженера-агронома. Після закінчення студій влаштовується позаштатним асистентом класифікатора ґрунтів при кафедрі агрохімії і ґрунтознавства рільничо-лісового факультету Львівського політехнічного інституту.
Вивчав ґрунти і сільське господарство Західної України — від Полісся до Карпат. Зібраний матеріал використовував для складання карти ґрунтів заходу України.

## Шлях: від асистента до професора
У 1936 року обіймає посаду асистента науково-дослідної станції з освоєння боліт у м. Сарни Рівненської області. Працює над проблемою раціонального сільськогосподарського використання низинних боліт і торфовищ. 1939 року у Львівському політехнічному інституті захистив дисертацію на тему «Вплив сільськогосподарських культур і сівозмін на хімічні й фізичні властивості низинного торфовища» й здобув науковий ступінь доктора технічних наук. Захистив докторат на рільничо-лісовому факультеті Львівського політехнічного інституту.
Від 1940 року — доцент кафедри рослинництва агрономічного факультету Львівського політехнічного інституту. У період німецької окупації (1941—1944) років — викладач рослинництва і луківництва на фахових сільськогосподарських курсах у Дублянах. Зберіг від вивезення до Німеччини цінний посівний матеріал — 200 місцевих форм і сортів сільськогосподарських культур.
У 1942 році обраний дійсним членом математично-природничо-лікарської секції Наукового товариства ім. Шевченка. У липні 1944 року, після звільнення Львова від гітлерівської окупації, завідує кафедрою загального землеробства і рослинництва Львівського політехнічного інституту.
У 1945 році Вища атестаційна комісія Міністерства вищої освіти СРСР на підставі захищеного за Польщі докторату присуджує Григорію Степановичу Кияку науковий ступінь кандидата сільськогосподарських наук та присвоює вчене звання доцента.
У 1949 році присвоєно вчене звання професора.
У 1950 році Кияком Григорієм Степановичем заснована Наукова школа рослинництва.
23 травня 1951 році його обрано членом-кореспондентом Академії наук УРСР.
У 1956 році у Харківському сільськогосподарському інституті успішно захистив докторську дисертацію на тему «Яра пшениця в західних областях УРСР» з присудженням наукового ступеня доктора сільськогосподарських наук. Невтомну наукову працю, педагогічну роботу вчений поєднував з роботою за сумісництвом завідувача відділу рослинництва Інституту агробіології Академії наук УРСР.
У 1964 році йому присвоєно почесне звання «Заслужений діяч науки УРСР». Був членом сільськогосподарської секції Комітету з Державних премій УРСР в галузі науки і техніки при Раді Міністрів УРСР.
Він виплекав високоврожайні сорти ярої пшениці сортів «Дублянка-4» та «Новоподільська»; озимої пшениці сорту «Галицька», озимого жита сорту «Львівське», озимого ріпаку сорту «Дублянський» та ярого ріпаку сорту «Львівський», кормових бобів сорту «Коричневі» тощо.
Озимий ріпак сорту Дублянський — один із перших у СРСР, районований у 17-ти областях різних ґрунтово-кліматичних зон — від західних областей до Далекого Сходу. Створені сорти сільськогосподарських культур характерні високою продуктивністю й займали великі площі, здебільшого у західних областях України.
Багато років вчений приділяв значну увагу вивченню раціонального використання торфовищ.
У 1970 році Президія Академії наук УРСР за цикл робіт у галузі рослинництва, селекції та луківництва нагородила Г. С. Кияка премією ім. В. Я. Юр'єва. Значну увагу приділяв вихованню студентів, зростанню кваліфікації спеціалістів різного рівня. Підготував 30 кандидатів сільськогосподарських наук, чотири з яких стали докторами, один — академіком ВАСГНІЛ.

## Наукова діяльність
Григорій Кияк — автор близько 200 наукових праць з питань рослинництва, луківництва, селекції та охорони природи, в тому числі підручників, навчальних посібників, восьми монографій, брошур і статей. На особливу увагу заслуговує підручник «Луківництво» для студентів сільськогосподарських ВНЗ, який перевидавали чотири рази. Підручник «Рослинництво» перевидавали п'ять разів.

## Нагороди
Орден Трудового Червоного Прапора, орден Леніна (15.09.1961), медалі «За трудову доблесть», «За доблесну працю (За військову доблесть)», почесна грамота Президії Верховної Ради УРСР, велика золота медаль та чотири бронзові медалі ВДНГ СРСР.

## Вшанування

Меморіальна таблиця на фасаді Аграрного університету в Дублянах